# 波克城市 (公司)
波克城市，全稱波克科技股份有限公司，曾用名波克城市网络科技（上海）有限公司和上海波克城市网络科技股份有限公司，是一家總部位於上海市普陀區天地軟件園的電子遊戲開發商和發行商，主要開發手機移動端的悠閒遊戲，代表作為《捕鱼达人》和《爆炒江湖》。

## 歷史
波克城市的創始人徐仁彬在高二時就進入社會，嘗試過買賣電腦和開網吧。2002年在《石器時代》認識的網友引薦下前往上海做開發。工作的公司之後倒閉了，2004年徐仁彬就拉了一群同事開公司創業。早期公司從事塞班系统遊戲的開發的外包，之後嘗試自己開發遊戲，並開始自行營運遊戲。其中研發的遊戲《波克棋牌》大熱之後，2011年3月成立「波克城市休闲娱乐平台」（53wan页游平台）營運自研遊戲。2012年開始公司的開發重點從網頁遊戲轉型到手機移動端遊戲，為了發展手機遊戲，波克城市當時確定抽調公司的项目組一半人手，成立子公司開發四款手機遊戲，其中兩款獲得不錯的成績，事後子公司合併回總公司，並繼續採取子公司時建立的組織模式，沒有關鍵績效指標，各個项目組獨立運作，有序將電腦時代在遊戲大廳流行的玩法，做出獨立的遊戲。
自2013年開始波克城市就與國立高雄大學資訊管理學系合作，雙方合辦課程，波克城市給學生提供實習機會。隨著台灣遊戲代理芬格國際的加入，合作規模也不斷增加，2020年合辦課程擴展到高雄其他高校如樹德科大等。
2017年套鹿工作室和創始人薛啸宇加入波克城市，同時薛啸宇擔任研发六组负责人兼波克桌游社社长。
2018年由於中國國內遊戲版號的政策開始收緊，波克城市一方面開始開發更多類型的遊戲，並投資其他遊戲開發團隊；另一方面也嘗試開拓海外市場，把當地流行的棋牌遊戲做成遊戲。2017年到2019年波克城市每年只推出了4到5款產品，2020年推出了21款手機遊戲，主要面向海外市場，其中大部分作品都是通過旗下的Higgs Games工作室在海外推出。到2021年7月，海外用戶佔波克城市用戶的四分之三，海外收入佔六成。
2020年9月25日，波克城市將原來的品牌「快乐游戏，快乐生活」改為「BE WILD. BE FREE.」。2020年波克城市獲得上海市職業技能等級認定機構資格，申報了动画制作员（三级）和计算机程序设计员（三级）兩項遊戲相關職業。2021年波克城市舉辦了首次職業考試，並派發了中國首批面向網遊遊戲行業的職業技能等級認定證書。
2021年3月，波克城市與敦煌研究院美术所合作成立敦煌研究院美术人才学习交流基地，雙方將定期交流。
截止2021年7月，波克城市內有18個工作室。

## 組建黨委
波克城市自2011年開始就在公司組建中國共產黨黨支部，刘忠生任書記。截止2021年8月公司內部有70多名黨員，有20名任企業內部中高層。2019年在黨支部倡議下籌辦了上海波克公益基金会，進行公益活動。2021年7月公司內部推出波克城市党建云平台，方便黨員之間組織活動。公司黨支部在2019、2020年获评普陀区五星党支部荣誉称号，2021年，获评上海市网络安全和信息化委员会“互联网企业党建示范点”。
在黨支部主持下，波克城市也製作了幾款「紅色遊戲」。2020年波克城市開發遊戲《四史逐梦》，協助普陀區的四史學習推廣。2021年與上海市教育系统关心下一代工作委员会合作推出遊戲《悦学党史》。

## 公益與科普活動
2019冠狀病毒病武漢市疫情暴發後，2020年波克城市向湖北省慈善總會捐贈1000萬人民幣。1月31日，波克城市與人民網人民好醫生聯合推出防疫答題遊戲《人民战“疫”总动员》，以遊戲方式向玩家科普疫情相關知識。此外在48小時內，波克城市為普陀區開發了「居民口罩領取登記系統」，協助政府物資分發防疫物資。同年，波克城市入圍人民網評選的「2019-2020中国游戏企业社会责任二十佳的企业」。
2021年波克城市與上海自然博物馆合作推出《拼图寻鸟之旅》科普遊戲。同年4月24日中国航天日，波克城市與新华网客户端合作推出《我是航天员》科普航天知識。6月24日，波克城市向北京师范大学捐贈，支持“游戏的人”档案馆的建設，並設立游戏档案馆奖学金，奖励积极从事游戏史、游戏档案保护与游戏化的数字媒体系学生。同年7月，河南郑州等地遇暴雨灾害，波克城市捐赠1000万元，支援河南防汛救灾。

## 部分遊戲列表

### 開發遊戲
| 遊戲名稱                      | 推出年份                  | 類型                     | 開發         | 備註              |
| ----------------------------- | ------------------------- | ------------------------ | ------------ | ----------------- |
| 《波克棋牌》                  | 2010（PC） 2013（移動端） | 卡牌遊戲                 | 波克城市     | [ 5 ]             |
| 《捕鱼达人之航海大冒险》      | 2011                      | 釣魚電子遊戲             | 波克城市     | [ 25 ]            |
| 《明星斗地主》                | 2012（PC） 2013（移動端） | 卡牌遊戲                 | 波克城市     | [ 26 ] [ 27 ]     |
| 《波克捕魚》                  | 2015（網遊）              | 釣魚電子遊戲             | 波克城市     | [ 28 ]            |
| 《暴力狂飙》                  | 2013                      | 競速遊戲                 | 波克城市     | [ 5 ]             |
| 《波克斗地主》                | 2013                      | 卡牌遊戲                 | 波克城市     | [ 5 ]             |
| 《仙魔九界OL》                | 2013                      | 大型多人線上角色扮演遊戲 | 波克城市     | 首款移動端RPG網遊 |
| 《口袋幻兽》                  | 2014                      | 角色扮演遊戲             | 波克城市     | [ 30 ]            |
| 《捕鱼达人千炮版》            | 2015                      | 釣魚電子遊戲             | 波克城市     | [ 5 ]             |
| 《单机斗地主》                | 2015                      | 卡牌遊戲                 | 波克城市     | [ 5 ]             |
| 《3D刀塔飛車》                | 2015                      | 競速遊戲                 | 波克城市     | [ 5 ]             |
| 《飛車大亂鬥》                | 2015                      | 競速遊戲                 | 波克城市     | [ 5 ]             |
| 《猫咪公寓》（猫咪公馆）      | 2018                      | 養成遊戲                 | 波克城市     | [ 31 ]            |
| 《爆炒江湖》                  | 2017                      | 養成遊戲                 | 套鹿工作室   | [ 3 ]             |
| 《過山車大亨》                | 2018                      | 模擬遊戲                 | 波克城市     | [ 32 ]            |
| 《人民战“疫”总动员》          | 2020                      | 益智遊戲                 | 波克城市     | [ 33 ]            |
| 《我是航天员》                | 2020                      | 益智遊戲                 | 波克城市     | [ 22 ]            |
| 《Solitaire Tripeaks》        | 2020                      | 益智遊戲                 | Higgs Studio | [ 10 ]            |
| 《Tile Master》               | 2020                      | 益智遊戲                 | Higgs Studio | [ 10 ]            |
| 《Tile Pop》                  | 2020                      | 益智遊戲                 | Higgs Studio | [ 10 ]            |
| 《Tile Connect》              | 2020                      | 益智遊戲                 | Higgs Studio | [ 10 ]            |
| 《Tile Linker》               | 2020                      | 益智遊戲                 | Higgs Studio | [ 10 ]            |
| 《Art Coloring》              | 2020                      | 填色遊戲                 | Higgs Studio | [ 10 ]            |
| 《Color For You》             | 2020                      | 填色遊戲                 | Higgs Studio | [ 10 ]            |
| 《Color Hexa Jigsaw》         | 2020                      | 填色遊戲                 | Higgs Studio | [ 10 ]            |
| 《Romance Fate》              | 2020                      | 戀愛冒險                 | Higgs Studio | [ 10 ]            |
| 《Stories: Love and Choices》 | 2020                      | 戀愛冒險                 | Higgs Studio | [ 10 ]            |
| 《LUDO Dream》                | 2020                      | 棋類遊戲                 | Higgs Studio | [ 10 ]            |
| 《妙奇星球》                  | 2021                      | 悠閒遊戲                 | 套鹿工作室   | [ 34 ]            |
| 《悦学党史》                  | 2021                      | 益智遊戲                 | 波克城市     | [ 16 ]            |
| 《妙连千军》                  | 2021                      | 益智遊戲                 | 波克城市     | [ 34 ]            |
| 《猫咪公寓2》                 | 2022                      | 養成遊戲                 | 波克城市     | [ 34 ]            |

### 代理遊戲
| 遊戲名稱                           | 推出年份 | 類型             | 開發             | 備註   |
| ---------------------------------- | -------- | ---------------- | ---------------- | ------ |
| 《迷雾侦探》移動端                 | 2021     | 解謎遊戲         | 头号游者         | [ 35 ] |
| 《呆萌骑士》                       | 2021     | 模擬遊戲         | 思问游戏         | [ 11 ] |
| 《戀愛綺譚～不存在的夏天～》移動端 | 未知     | 戀愛冒險         | Never Knows Best | [ 34 ] |
| 《墮星之城》                       | 未知     | 第三人稱射擊遊戲 | Studio Opening   | [ 34 ] |

## 外部連結
- 官方网站
- 波克遊戲平台 （页面存档备份，存于）
- 波克城市的新浪微博